# Flughafen Brüssel-Charleroi

i7
i11
i13
Der Flughafen Brüssel-Charleroi (französisch Aéroport de Charleroi Bruxelles-Sud, IATA-Code: CRL, ICAO-Code: EBCI) liegt etwa fünf Kilometer nördlich der Innenstadt von Charleroi in Wallonien und etwa 50 Kilometer südlich der belgischen Hauptstadt Brüssel. Der Flughafen Brüssel-Charleroi ist kleiner als der Flughafen Brüssel-Zaventem und weist nach diesem das zweithöchste Besucheraufkommen aller belgischen Flughäfen auf. Der Flughafen wird von der lokalen Bevölkerung vielfach Aéroport de Charleroi-Gosselies genannt.

## Geschichte

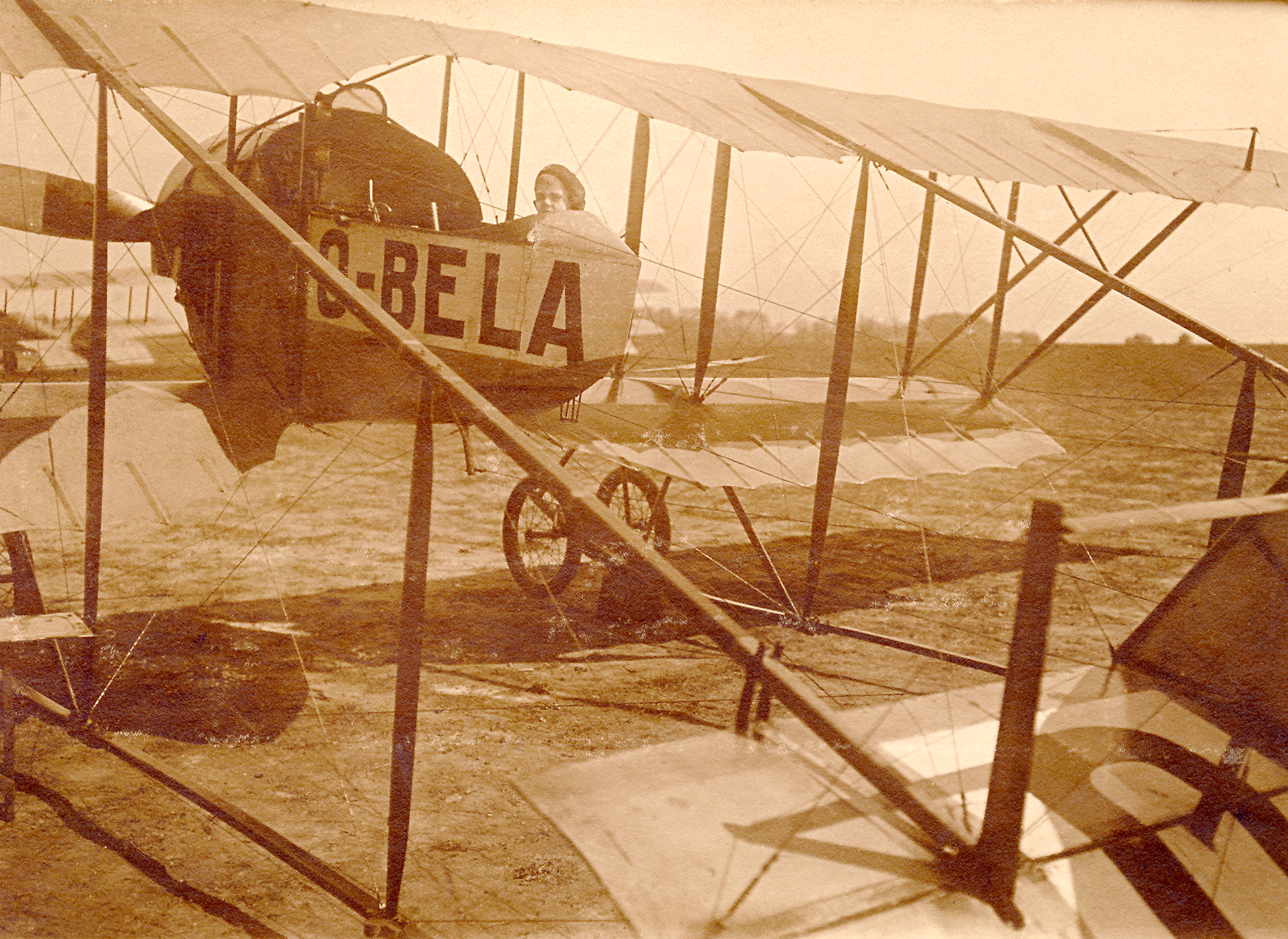
Flugzeug auf dem Flugplatz Gosselies im Jahr 1920.

Erste Flugaktivitäten wurden bereits im Jahr 1919 getätigt, und der britische Flugzeughersteller Fairey Aviation eröffnete hier 1931 einen Zweigbetrieb.
Während des Zweiten Weltkriegs nutzten Einheiten der Luftwaffe den Flugplatz Gosselies zwischen 1940 und 1944. Nach Eroberung der Gegend durch die US-Armee nutzten die USAAF den von den Alliierten als Advanced Landing Ground ALG A-87 bezeichneten Flugplatz zwischen September 1944 und 1945 zunächst noch militärisch weiter.
Der Flugzeugbau wurde nach dem Krieg fortgesetzt, später in Form der Firmen SABCA und SONACA. Der Flughafen wurde, mit Ausnahme eines Versuchs der Sabena in den 1970er-Jahren mit der Strecke Lüttich-Charleroi-London, kaum für den kommerziellen Flugverkehr genutzt. Stattdessen landeten Privat- und Sportflugzeuge in Charleroi-Gosselies.
Zu der heutigen Form des Flughafens und regelmäßigen Passagierverkehr kam es erst in den 1990er-Jahren unter einer neuen Führung und durch die Ausrichtung als Billigflughafen.
Der BSCA – Brussels South Charleroi Airport wurde 2001 die erste kontinentale europäische Basis der irischen Billigfluggesellschaft Ryanair. Der Flughafen stand somit erstmals in starker Konkurrenz mit dem größeren Flughafen Brüssel-Zaventem. Am 3. Februar 2004 entschied die Europäische Kommission, dass etwa 75 Prozent der Subventionen, die Ryanair vom staatlichen Flughafen Brüssel-Charleroi erhalten hatte, unrechtmäßig seien und von Ryanair zurückgezahlt werden müssten. Michael O’Leary kündigte daraufhin juristische Schritte an. Diese führten im Dezember 2008 zu der vorläufigen Entscheidung des Europäischen Gerichts erster Instanz, Ryanair Recht zu geben. Das Gericht hob die Entscheidung der Europäischen Kommission als „rechtsfehlerhaft“ auf (Rechtssache T-196/04). Ryanair forderte daraufhin die Europäische Kommission auf, ihre Ermittlungen wegen der Gebühren an anderen Flughäfen einzustellen (z. B. Frankfurt-Hahn, Lübeck-Blankensee und Berlin-Schönefeld).
Eine komplett neu errichtete Abfertigungshalle wurde im Januar 2008 eröffnet. Der neue Terminal des Flughafens ist 30.000 Quadratmeter groß und hat eine Kapazität von bis zu fünf Millionen Passagieren pro Jahr. Der Ausbau wurde nötig, da das alte Gebäude für das steigende Passagieraufkommen nicht mehr gerüstet war. Zusammen mit dem alten Terminal erhöhte sich die Kapazität des Flughafens auf theoretische 7,5 Millionen Besucher pro Jahr.
Seit dem 27. Januar 2009 ist der Flughafen offiziell ein Flughafen der Kategorie „ILS 3“, d. h., er ist mit einem Instrumentenlandesystem ausgestattet, was auch bei widrigen Wetterverhältnissen Starts und Landungen erlaubt.

## Fluggesellschaften und Ziele
Die größten Nutzer des Flughafens sind die irische Billigfluggesellschaft Ryanair sowie die ungarische Wizz Air und die aus dem Verband TUI Airlines stammende Gesellschaft TUI Airlines Belgium. 
Die große Anzahl an Zielen in Marokko ist wohl auf den hohen Einwandereranteil an Marokkanern in Brüssel und in Charleroi zurückzuführen. Von Charleroi aus werden auch Ziele in Nordafrika und dem Mittelmeerraum angeflogen.

## Verkehrsverbindungen
- Bahn und Bus: Es bestehen Busverbindungen mit den TEC-Buslinien A1, A2 und A3 vom Flughafen zu den umliegenden Bahnhöfen Charleroi-Central, Luttre und Fleurus.
- Kraftfahrzeug: Der Flughafen liegt an der A54. Von Brüssel aus etwa 40 Minuten, von Charleroi aus etwa zehn Minuten entfernt.
- Pendelbus: Alle 20 Minuten von und nach Brüssel Südbahnhof, mehrmals am Tag nach Brügge, Lille, Luxemburg und Metz
- Flibco bietet direkte Shuttlebus-Verbindungen zwischen dem Flughafen Charleroi und zahlreichen Städten, darunter Brüssel, Luxemburg, Lille, Maastricht, Brügge, Gent, Arlon, Mons, Antwerpen und Lüttich. Die vollständige Liste der Ziele sowie aktuelle Fahrpläne und Buchungen finden Sie auf der offiziellen Startseite.[5] Detailseiten zu den einzelnen Städten und Strecken, z. B. für die Verbindung zwischen dem Flughafen Charleroi und dem Flughafen Brüssel-Zaventem, sind direkt verlinkt.[6]
- FlixBus bietet regelmäßige Fernbusverbindungen zwischen dem Flughafen Charleroi und zahlreichen Städten wie Brüssel, Paris, Köln, Maastricht. Die vollständige Liste aller Destinationen sowie aktuelle Fahrpläne und Buchungsmöglichkeiten sind auf der offiziellen deutschen FlixBus-Website zu finden.[7]

### Auto
Der Flughafen liegt an der Autobahn A54. Die Fahrt nach Brüssel dauert ca. 40 Minuten, nach Charleroi etwa zehn Minuten. Für das Parken stehen mehrere bewachte Parkhäuser und Freiflächen zur Verfügung.

### Taxi und Mietwagen
Direkt am Terminal stehen Taxis bereit. Der durchschnittliche Fahrpreis nach Brüssel liegt bei 90–100 €, nach Charleroi-Stadtzentrum etwa 20–30 €. Mehrere Mietwagenanbieter sind am Flughafen vertreten.

### Bahn
Der Bahnhof Charleroi-Central ist mit TEC-Bussen in 20 Minuten erreichbar. Von dort bestehen regelmäßige Zugverbindungen nach Brüssel, Antwerpen, Gent und weiteren Städten in Belgien.

## Verkehrszahlen

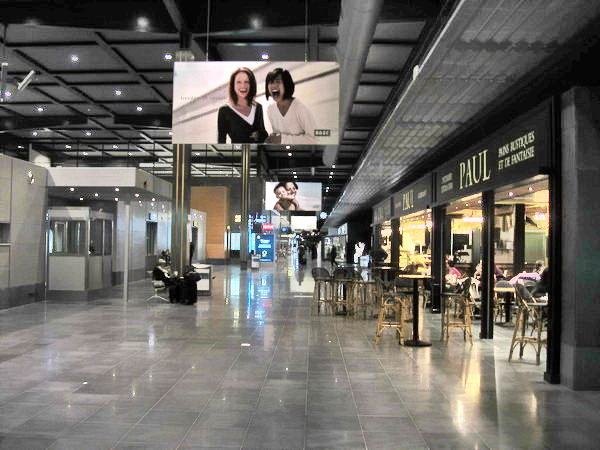
Die Haupthalle des Flughafens

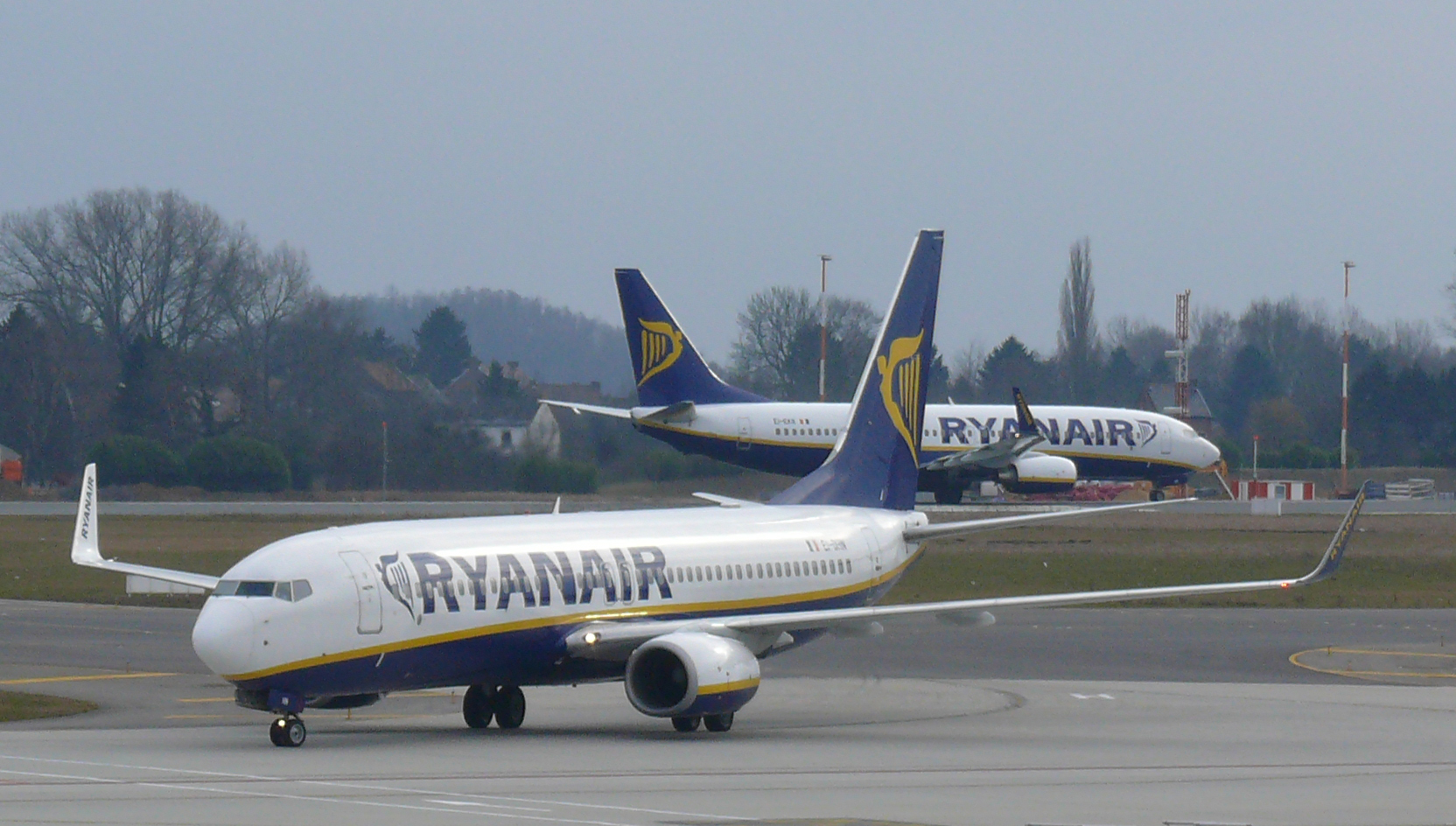
Zwei Boeing 737-800 von Ryanair in Brüssel-Charleroi

| Jahr | Passagiere | Flugbewegungen |
| ---- | ---------- | -------------- |
| 1998 | 0.210.727  | 62.539         |
| 1999 | 0.235.549  | 60.060         |
| 2000 | 0.255.317  | 57.042         |
| 2001 | 0.773.431  | 57.216         |
| 2002 | 1.271.596  | 64.237         |
| 2003 | 1.804.287  | 63.140         |
| 2004 | 2.034.140  | 65.952         |
| 2005 | 1.873.651  | 61.212         |
| 2006 | 2.166.915  | 66.480         |
| 2007 | 2.458.980  | 70.725         |
| 2008 | 2.957.026  | 79.487         |
| 2009 | 3.937.187  | 81.726         |
| 2010 | 5.195.372  | 80.009         |
| 2011 | 5.901.007  | 85.597         |
| 2012 | 6.516.427  | 84.313         |
| 2013 | 6.786.979  | 83.933         |
| 2014 | 6.439.957  | 76.135         |
| 2015 | 6.956.302  | 73.912         |
| 2016 | 7.303.720  | 75.038         |
| 2017 | 7.698.767  | 78.366         |
| 2018 | 7.454.671  | 74.964         |
| 2019 | 8.224.196  | 82.043         |
| 2020 | 2.558.046  | 45.449         |
| 2021 | 3.758.289  | 65.809         |
| 2022 | 8.272.504  |                |
| 2023 | 9.396.251  |                |

## Zwischenfälle
- Am 16. April 1945 verunglückte eine Curtiss C-46D-10-CU Commando der United States Army Air Forces (USAAF) (Luftfahrzeugkennzeichen 44-77535) am Flughafen Charleroi. Alle 3 Besatzungsmitglieder kamen ums Leben.[11]

- Am 4. April 1978 wurde eine Boeing 737-229C der belgischen Sabena (OO-SDH) nach mehreren Platzrunden auf dem Flughafen Charleroi von einem Vogelschwarm getroffen. Der Trainingskapitän versuchte, den begonnenen Start fortzusetzen, brach ihn dann aber doch ab. Die verbliebene Landebahnlänge war viel zu kurz, so dass die Maschine das Bahnende überrollte, die Localizer-Antennen demolierte und ins Rutschen geriet. Das rechte Hauptfahrwerk brach ab, Triebwerk Nr. 2 riss ab und das Flugzeug kam erst 300 Meter hinter dem Landebahnende zum Stillstand. Dort brannte es aus. Alle 3 Piloten, die einzigen Insassen auf dem Trainingsflug, überlebten den Unfall.[12]